# Rødhalet ravnekakadu
Rødhalet ravnekakadu (latin: Calyptorhynchus banksii) er en fugl i familien kakaduer i ordenen papegøjer, der lever i Australien.